# マチェイ・マウコフスキ
マチェイ・マウコフスキ（Maciej Małkowski 、1985年3月19日 - ）は、ポーランド・ヤストシェンビェ＝ズドルイ出身のプロサッカー選手。ポジションは、ミッドフィールダー。

## クラブ歴
2011年6月、ザグウェンビェ・ルビンに2年契約で加入した。

## 代表歴
2008年12月のセルビア代表戦でポーランド代表デビューを果たした。